# فالنتين تيلو
فالنتين تيلو (و. 1607 – 1662 م) هو عالم عقيدة، وأستاذ جامعي، وكاتب ترانيم من دوقية بروسيا، وبراندنبورغ بروسيا، ولد في كونيغسبرغ، توفي في كونيغسبرغ، عن عمر يناهز 55 عاماً.

## التعليم
تعلم في جامعة كونيغسبرغ
.

## روابط خارجية
- فالنتين تيلو على موقع ميوزك برينز (الإنجليزية)